# Motronic
Motronic is de handelsnaam van een serie digitale motormanagement systemen van Bosch.

## Motronic ML 1.x
De ML 1.x was een van de eerste digitale motormanagementsystemen ontwikkeld door Bosch. Het idee achter het systeem was om alle belangrijke motor systeemparameters te regelen en te integreren, waardoor het mogelijk werd om de brandstofinspuiting en ontstekingstijd door één regeleenheid te laten regelen. Het doel was om optimale efficiency, rijbaarheid en kracht te realiseren. Deze eerste Motronic systemen integreerden de ontstekingstimer met de bestaande LE-Jetronic brandstofinjectie technologie.
Het systeem is nieuw ontwikkeld en voor het eerst gebruikt in de BMW 7-serie. Vervolgens werd het in de jaren 80 gebruikt in verschillende BMW, Volvo en Porsche motoren. In het begin van de jaren 90 werd het ook nog gebruikt in de Audi Quatro modellen.
De componenten van de ML1.x systemen bleven grotendeels gelijk gedurende de productieperiode, hoewel er sommige verschillen zijn in specifieke situaties. De elektronische stuureenheid (ECU) ontvangt informatie betreffende motortoerental, krukashoek, koelvloeistoftemperatuur en gaskleppositie. Een luchtmassameter meet ook de hoeveelheid lucht die het inlaattraject in gaat.
Bij atmosferische motoren is een luchttemperatuursensor geplaatst in de luchtmassameter om de luchtmassa te berekenen. Als het een turbogeladen motor betreft wordt een extra temperatuursensor geplaatst om de temperatuur van de inlaatlucht te meten nadat het door de turbolader en intercooler is geweest, om dynamisch en accuraat de luchtmassa te kunnen meten.
Belangrijkste systeemeigenschappen
- Brandstofinjectie, ontstekingsmoment en krukashoek in dezelfde ECU.
- Krukaspositie en motortoerental gemeten door een paar sensoren die van het vliegwiel lezen.
- Aparte nullast regeling die het stationaire motortoerental regelt.
- Vijfde (of zevende bij zescilinder motoren) injector wordt gebruikt om extra brandstofverrijking te creëren bij verschillende "koude start" omstandigheden.
- Afhankelijk van de toepassing en de versie kan een lambdasonde toegepast zijn. (Het systeem is oorspronkelijk ontworpen voor gelode brandstof.)
- Geen klopsensor.

## Motronic ML4.1
De ML4.1 is gebruikt in Opel/Vauxhall achtklepper motoren in de periode van 1987 - 1990, in de eerste GM motor met zestienkleppen technologie, de 20XE en in een aantal PSA XU9J-serie motoren.
De ECU software regelt de brandstofverrijking gedurende een koude start door de timing van de injectoren aan te passen op basis van de motortemperatuur. Hierdoor is geen vijfde injector nodig. Het stationaire toerental wordt ook volledig geregeld door de ECU, inclusief het hogere toerental tijdens de opwarmperiode (geen temperatuurschakelaar nodig).
De ML4.1 had geen voorzieningen voor een klopsensor ten behoeve van aanpassing van het inspuitmoment. De ontstekingstijd en brandstof mapping kunnen veranderd worden door een weerstand in de bedrading aan te brengen, welke gewijzigd kon worden bij het tanken van brandstof met een ander octaangehalte. Zonder weerstand ging het systeem uit van octaan 91.
De ECU heeft een enkele aansturing voor de injectoren, wat ervoor zorgde dat alle injectoren gelijktijdig inspoten. De injectoren openen twee keer per omwenteling van de motor, waarbij ze elke keer de helft van de benodigde brandstof inspuiten.

## Motronic 1.1 en 1.3
De M1.1 is gebruikt door BMW vanaf 1987. Deze werd in 1988 opgevolgd door het M1.3 systeem die ook door PSA gebruikt werd in een aantal XU9J-serie motoren, welke voorheen gebruik maakten van de ML4.1.
De M1.1. en M1.3 zijn grotendeels gelijk, de belangrijkste verbetering is vooral de verbeterde diagnose capaciteiten van de 1.3. Deze kan meer gedetailleerde foutcodes opslaan dan de 1.1 en heeft een permanente 12 volt voeding vanaf de accu, wat het in staat stelt om verschillen in foutmeldingen over verschillende ritten op te slaan. De M1.1 kan slechts een aantal fouten weergeven, op het moment dat deze zich voordoen.
De systemen zijn voorzien van een klopsensor voor het aanpassen van het injectiemoment en hebben de mogelijkheid om een Lambdasensor uit te lezen, waardoor de toepassing van een katalysator mogelijk wordt.
De ECU's hebben 2 injectie uitgangen en de injectoren zijn gerangschikt in twee "banken" welke elke twee motoromwentelingen aansturen. Bij bijvoorbeeld een 4-cilinder motor wordt door bank 1 cilinder 1 en 3 aangestuurd en door bank 2 cilinder 2 en 4. Het systeem gebruikt een "cilinder ID" sensor, bevestigd aan de krukas om te detecteren welke cilinders het bovenste dode punt naderen, en dus welke injector bank aangestuurd zou moeten worden. Tijdens het starten (onder 600 RPM), of als er geen signaal is van de cilinder ID sensor, worden alle injectoren gelijktijdig aangestuurd elke motoromwenteling.

## Motronic 1.5
De M1.5 is een doorontwikkeling van de M1.3 en is onder andere toegepast in 8 kleppen motoren van GM met katalysator, zoals de C20NE.

## Motronic 2.5 en 2.8
De M2.5 is een doorontwikkeling van de ML4.1 en is in 1988 voor het eerst toegepast in de 16 kleppen motoren van GM, als eerste in de C20XE. In tegenstelling tot de ML4.1 bezit de M2.5 wel over lambaregeling voor de toepassing van een katalysator. De regeleenheid bevat 3 processoren.
- Algemene stuureenheid
- Sequentiële brandstofinjectie
- Klopregeling

De klopregeling van de M2.5 is uitgerust met cilinderherkenning. Dit is nodig vanwege de sequentiële brandstofinjectie. Deze cilinderherkenning vindt plaats door een sensor die verbonden is aan de distributie (uitlaatnokkenas) het bovenste dode punt van cilinder 1 meet. Op basis daarvan wordt de positie van de overige cilinders berekend.
De sequentiële brandstofinjectie houdt in dat de injectie per cilinder slechts één keer per motorcyclus (twee motoromwentelingen) wordt ingespoten en in ontstekingsvolgorde van de cilinders.
De M2.8 is uitgerust met DIS regeling (Direct Ignition System). Bij dit systeem vervalt de rotor voor de ontsteking, en wordt het ontstekingsmoment direct door de ECU geregeld, door middel van het aansturen van de DIS Bobine. Tevens heeft dit systeem ten opzichte van de M2.5 een betere luchtvolumemeting.

## Gerelateerde artikelen
- LE-Jetronic